# Leonardo da Vinci (submarino de 1939)
Leonardo da Vinci foi um submarino da classe Marconi que atuou na Segunda Guerra Mundial defendendo a Marinha Real Italiana. É atribuído a este submarino o afundamento de 17 embarcações totalizando 120 243 toneladas. Foi o submarino italiano de maior sucesso neste conflito.
O da Vinci foi o terceiro de seis navios da classe Marconi. Construído no estaleiro da Cantieri Riuniti dell'Adriatico entrou em operações em 8 de março de 1940 apenas três meses antes da eclosão da Segunda Guerra Mundial.
O nome do submarino é uma homenagem ao pintor, arquiteto, escultor, escritor, pensador, cientista, maior expressão da Renascença italiana Leonardo Da Vinci (1452 - 1519).
O submarino foi afundado no Oceano Atlântico em uma posição próxima a Vigo na costa da Espanha em 23 de maio de 1943. Participaram do ataque ao Leonardo da Vinci o contratorpedeiro HMS Ness (K-219) e a fragata HMS Active (H-14) ambos da Marinha Real Britânica. Após um intenso ataque com cargas de profundidade o submergível foi a pique não deixando sobreviventes.

## Operações
O navio em todo período de guerra esteve ligado a base de submarinos italiana BETASOM que era localizada no porto de Bordeaux na França ocupada.
O Da vinci realizou 11 patrulhas de guerra, afundando 13 navios com um total de 90 415 toneladas de arqueação bruta.